# Calci peroxide
Calci peroxide hoặc calci dioxide là hợp chất vô cơ có công thức CaO2. Đây là muối peroxide (O2-) của Ca2+. Các mẫu chất thương mại có thể có màu vàng, nhưng hợp chất tinh khiết lại có màu trắng. Nó gần như không hòa tan trong nước.

## Cấu trúc và sự ổn định
Là một chất rắn, nó tương đối ổn định, không bị phân hủy. Khi tiếp xúc với nước, nó sẽ thủy phân và giải phóng oxy. Khi hóa hợp với axit, nó tạo thành hydro peroxide.

## Điều chế
Calci peroxide được sản xuất bằng cách hóa hợp các muối calci và natri peroxide:
Ca(OH)2 + H2O2  →  CaO2 + 2 H2O
Kết tủa ở dạng octahydrat trong phản ứng của calci hydroxide với hydro peroxide loãng. Khi nung nóng, nó sẽ mất nước (dehydrat hóa).